# Thông tre Trung bộ
Thông tre Trung bộ hay còn gọi kim giao trung bộ (danh pháp khoa học: Podocarpus annamiensis) là loài thực vật thường xanh thuộc họ Thông tre, phân bố chủ yếu ở Trung Quốc, Myanmar, và Việt Nam. Văn bản khoa học đầu tiên mô tả loài này ở vùng trung bộ của Việt Nam.